# Coregonus reighardi
Coregonus reighardi és una espècie de peix de la família dels salmònids i de l'ordre dels salmoniformes.

## Morfologia
- Els mascles poden assolir 36 cm de llargària total i 539 g de pes.
- Cap curt.
- Ulls petits.
- Nombre de vèrtebres: 55-58.[3][4]

## Distribució geogràfica
Es troba a Europa: Grans Llacs d'Amèrica del Nord (Canadà i Estats Units).

## Longevitat
Viu fins als 8 anys.